# Bulles des crypto-monnaies
Les bulles des crypto-monnaies  ou bulle Bitcoin sont des bulles spéculatives qui affectent les crypto-monnaies, un phénomène constaté notamment en 2017/2018, 2021.

## Constat global
L'existence de telles bulles a été notamment affirmée par Warren Buffett qui prétend que ceci est une « folie totale » ou encore Jean Tirole qui juge que le Bitcoin est un actif « sans valeur intrinsèque ».
Le 7 janvier 2018, les crypto-monnaies auraient atteint une capitalisation de plus de 800 milliards de dollars, soit plus que la capitalisation de Google, avant de redescendre autour de 500 milliards de dollars le 16 janvier 2018, pour remonter légèrement à 550 milliards de dollars de capitalisation le 25 janvier 2018 d'où leur forte volatilité. Au 9 novembre 2021, alors que le bitcoin arrivait à son record, le marché des cryptomonnaie représentait 3 000 milliards de dollars.
Bien qu’il existe un grand nombre de cryptoactifs en circulation, le marché est dominé principalement par le Bitcoin (876,6 milliards d’euros) qui se trouve en première place, suivi par l’Ethereum (410,5 milliards d’euros). Ces deux premiers cryptoactifs représentent près de deux tiers de la valeur totale du marché. Au 9 mai 2021, selon CoinMarketCap, il existe 5 023 cryptoactifs, ou cryptomonnaies, pour une valeur de 2 031 milliards d’euros.

## Bitcoin

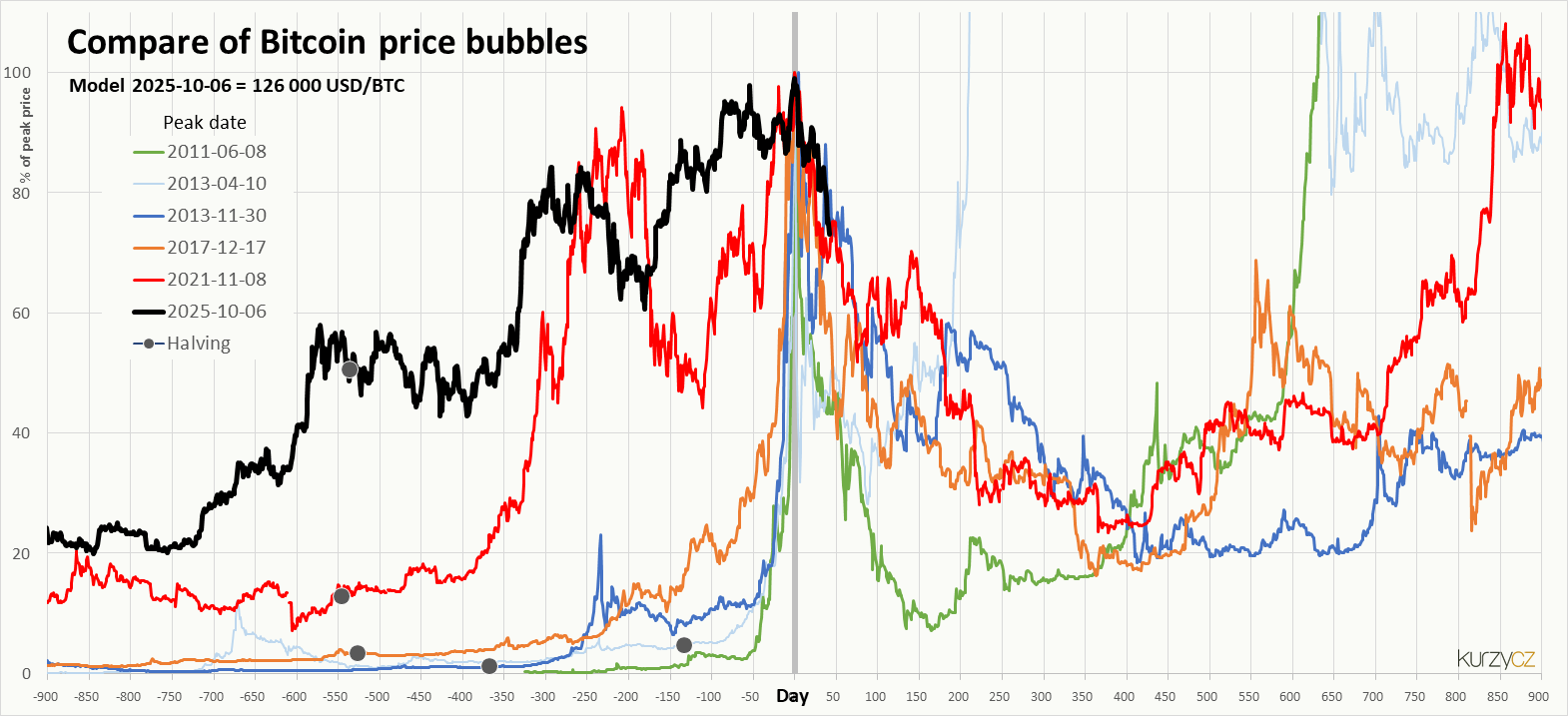
fluctuations du prix du bitcoin en 2011, 2013 et 2017

Après une ascension spéculative en 2017,, le bitcoin s’est écroulé en cours d'année 2018, perdant 80 % de sa valeur. L'absence de banque centrale régulatrice, l'effet d'emballement des algorithmes ainsi que de la médiatisation des envolées des cours créent un terrain propice à de telles variations.
Le graphique du cours du bitcoin montre une volatilité plus forte encore que celle de la bulle Internet des années 1995-2000. Pour autant, 99,99 % du grand public n’utilise pas de cryptomonnaie pour faire des achats. L'impact sur l'économie réelle reste de ce fait encore limité.
Les cryptomonnaies, en particulier le bitcoin, sont des actifs dont la valeur fluctue de manière très importante en fonction de vagues spéculatives[Quoi ?]. La valeur de l’ensemble des bitcoins créés depuis 2009 se monte à plus de 1 000 milliards de dollars en février 2021. Le bitcoin culmine ainsi le 14 avril 2021 à 64 895,22 dollars. Il perd autour de 48 % au 23 mai 2021 depuis son record, mais atteint son record à plus de 68 000 dollars en novembre 2021, avant de s’approcher de la barre des 20 000 dollars en juin 2022.

## Autres crypto-monnaies
Dès 2017, on ne compte pas moins de 700 crypto-monnaies qui possèdent des utilisations et caractéristiques différentes. Certaines de ces monnaies sont des versions améliorées des bitcoins (Litecoin, Blackcoin…), d’autres correspondent à des objectifs plus spécifiques, œuvres humanitaires comme l'aide médicale, crypto-monnaie destinées à des micropaiements, etc. Cependant, la capitalisation boursière est détenue à 80 % par Bitcoin, qui joue de ce fait un rôle majeur dans le comportement de ces monnaies virtuelles.

## Comparaison à une 'bulle'
Le Bitcoin a été comparé à une  bulle spéculative par huit gagnants du Nobel Memorial Prize en sciences économiques: Paul Krugman,, Robert J. Shiller,  Joseph Stiglitz, Richard Thaler, James Heckman, Thomas Sargent, Angus Deaton, et Oliver Hart et des officials de banques centrales comme Alan Greenspan, Agustín Carstens, Vítor Constâncio, et Nout Wellink.
Les investisseurs Warren Buffett et George Soros l'ont respectivement comparé à un "mirage" et à une "bulle", alors que les chefs d'entreprises Jack Ma et J.P. Morgan Chase CEO Jamie Dimon l'ont appelé une « bulle » et de "fraud", respectivement. Cependant, Dimon plus tard a regrettés l'avoir appelé une fraude.
D'autres personnes notables sont sceptiques, comme Bill Gates, cofondateur de Microsoft et philanthrope: Bruce Schneier, cryptographe, expert en sécurité informatique, et public policy lecturer à Harvard University et Molly White, autrice du site web Web3 Is Going Just Great,,